# Jamna (dopływ Bobru)
Jamna – potok w południowo-zachodniej Polsce w woj. dolnośląskim w Sudetach Zachodnich.
Ciek o długości około 7,7 km, lewy dopływ Bobru, jest ciekiem III rzędu należącym do dorzecza Odry, zlewiska Morza Bałtyckiego.

## Położenie
Rzeka w Sudetach Zachodnich na Pogórzu Izerskim. Źródło rzeki położone jest na północnym zboczu wzniesienia Kaczmarka. Środkowa i dolna część potoku położona jest na obszarze Parku Krajobrazowego Doliny Bobru w zachodniej jego części.

## Charakterystyka
Potok wyżynny krzemianowy. W części źródliskowej potok przez niewielki odcinek płynie w kierunku północno-wschodnim, meandrując dobrze wykształconą wąską o łagodnych zboczach doliną. Na poziomie 310 m n.p.m. potok skręca lekko w kierunku wschodnim, gdzie na 3,16 km biegu przyjmuje prawy dopływ spod Kleczy. Na poziomie 300 m n.p.m. potok opuszcza zalesiony teren i płynie otwartym terenem wzdłuż drogi w kierunku małej osady Łupki Drugie. Za Łupkami Drugimi potok wpływa do zalesionej dobrze wykształconej V-kształtnej doliny, którą wzdłuż drogi płynie w kierunku miejscowości Łupki, gdzie na 6,1 km biegu przyjmuje lewy dopływ tzw. dopływ w Łupkach. Po opuszczeniu miejscowości Łupki, potok między wzniesieniami: Stróżna po północnej stronie i Góra Zamkowa po południowej meandrując płynie w kierunku ujścia, gdzie na wysokości ok. 230 m n.p.m., na północnym obrzeżu miejscowości Wleń uchodzi do Bobru. Koryto potoku kamienisto-żwirowe słabo spękane i nieprzepuszczalne. Zasadniczy kierunek biegu potoku jest północno-wschodni. Jest to potok odwadniający północno-wschodnią część Wzgórz Radomickich. Potok w większości nieuregulowany dziki. W większości swojego biegu płynie wśród terenów niezabudowanych, obok lokalnej drogi Łupki Drugie-Radomice. Brzegi w 85% zadrzewione. Potok charakteryzuje się wyrównanymi spadkami podłużnymi i zmiennymi wodostanami. Gwałtowne topnienie śniegu wiosną, a w okresach letnich wzmożone opady i ulewne deszcze, które należą w tym rejonie do częstych zjawisk, sprawiają wezbrania wody i stwarzają zagrożenie podtopień.

## Budowa geologiczna
Podłoże koryta potoku stanowią skały blok karkonosko-izerskiego, przykryte osadami plejstoceńskimi – gliny i piaski.

## Dopływy
- P.  dopływ spod Kleczy
- L.  dopływ w Łupkach

oraz kilka bezimiennych strumieni i potoków mających źródła na zboczach przyległych wzniesień oraz kilkanaście cieków okresowych.

## Miejscowości nad rzeką
Łupki Drugie, Łupki.

## Rozwój osadnictwa wzdłuż rzeki
Osadnictwo rozwinęło się w dolnym biegu rzeki w X wieku. Po 1945 dolina została zasiedlona ludnością ze wschodnich krańców Polski. W okresie PRL-u dobre warunki dla rozwoju rolnictwa przyczyniły się do tego, że nie nastąpiło wyludnienie. Mieszkańcy doliny w większości utrzymują się z rolnictwa.

## Turystyka
- Prawie wzdłuż całej długości rzeki, prowadzi rowerowy szlak turystyczny przez Wleń, Łupki i dalej).

## Inne
W potoku występują jętki: Baetis rhodani, Rhitrogena gr. semicolorata, Ecdyonurus dispar, Seratella ignita i Paraleptophlebia submarginata, oraz chruściki: Hydropsyche angustipennis i Rhyacophila nubila.